# 英國常駐聯合國代表

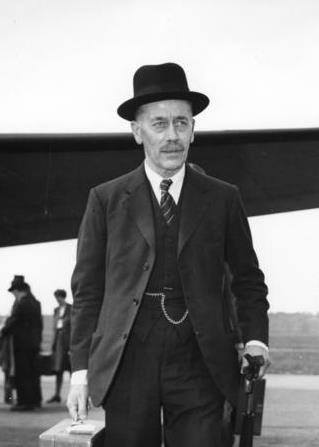
首任英國常駐聯合國代表
賈德幹爵士閣下

英皇陛下大不列顛及北愛爾蘭聯合王國常駐聯合國代表，簡稱英國常駐聯合國代表，是英國常駐聯合國的最高級外交使節，也是聯合王國常駐聯合國代表團的首長。常駐代表主要於美國紐約辦公，職級相等於大使級別，這個職位其他常見的中文俗稱包括：
- 英國常駐聯合國代表
- 英國駐聯合國大使

現任常駐代表是吳百納女爵士閣下（Her Excellency Dame Barbara Woodward），她於2020年8月上任。

## 歷任英國常駐聯合國代表
|    | 姓名                                            | 任期          | 在位君主     |
| -- | ----------------------------------------------- | ------------- | ------------ |
| 1  | 賈德幹爵士 （Sir Alexander Cadogan）            | 1946年–1950年 | 喬治六世     |
| 2  | 格拉德溫·捷布爵士 （Sir Gladwyn Jebb）          | 1950年–1952年 | 喬治六世     |
| 2  | 格拉德溫·捷布爵士 （Sir Gladwyn Jebb）          | 1952年–1954年 | 伊利沙伯二世 |
| 3  | 皮爾遜·迪克森爵士 （Sir Pierson Dixon）         | 1954年–1960年 | 伊利沙伯二世 |
| 4  | 派翠克·狄恩爵士 （Sir Patrick Dean）            | 1960年–1964年 | 伊利沙伯二世 |
| 5  | 卡拉登勳爵 （Lord Caradon）                     | 1964年–1970年 | 伊利沙伯二世 |
| 6  | 科林·克羅爵士 （Sir Colin Crowe）               | 1970年–1973年 | 伊利沙伯二世 |
| 7  | 唐納德·梅特蘭爵士 （Sir Donald Maitland）       | 1973年–1974年 | 伊利沙伯二世 |
| 8  | 艾弗·理查 （Ivor Richard）                      | 1974年–1979年 | 伊利沙伯二世 |
| 9  | 安東尼·帕森斯爵士 （Sir Anthony Parsons）       | 1979年–1982年 | 伊利沙伯二世 |
| 10 | 約翰·湯姆森爵士 （Sir John Thomson）            | 1982年–1987年 | 伊利沙伯二世 |
| 11 | 克里斯平·蒂克爾爵士 （Sir Crispin Tickell）     | 1987年–1990年 | 伊利沙伯二世 |
| 12 | 大衛·漢奈爵士 （Sir David Hannay）              | 1990年–1995年 | 伊利沙伯二世 |
| 13 | 約翰·韋斯頓爵士 （Sir John Weston）             | 1995年–1998年 | 伊利沙伯二世 |
| 14 | 傑瑞米·格林斯托克爵士 （Sir Jeremy Greenstock） | 1998年–2003年 | 伊利沙伯二世 |
| 15 | 埃米爾·鍾斯·帕里爵士 （Sir Emyr Jones Parry）   | 2003年–2007年 | 伊利沙伯二世 |
| 16 | 約翰·索爾斯爵士 （Sir John Sawers）             | 2007年–2009年 | 伊利沙伯二世 |
| 17 | 馬克·萊爾·格蘭特爵士 （Sir Mark Lyall Grant）   | 2009年–2015年 | 伊利沙伯二世 |
| 18 | 馬修·里克羅夫特 （Matthew Rycroft）             | 2015年–2018年 | 伊利沙伯二世 |
| 19 | 凱倫·皮爾斯女爵士 （Dame Karen Pierce）         | 2018年–2020年 | 伊利沙伯二世 |
| 20 | 吳百納女爵士 （Dame Barbara Woodward）          | 2020年-2022年 | 伊利沙伯二世 |
| 20 | 吳百納女爵士 （Dame Barbara Woodward）          | 2022年-       | 查理斯三世   |

## 外部連結
- 聯合王國常駐聯合國代表團網頁 （页面存档备份，存于）（英文）